# Joan Peñarroya Rodríguez
Joan Peñarroya Rodríguez (Terrassa, 20 d'abril de 1969) és un entrenador i exjugador de bàsquet català, que ocupava la posició d'aler.
Un cop retirat com a jugador en actiu va iniciar la carrera com a tècnic dirigint el CB Olesa i el Navàs de la lliga EBA, club on va estar quatre temporades. La temporada 2010/11 va debutar com a entrenador de LEB Plata a la banqueta del Bàsquet Club Andorra. L'any 2014 aconsegueix l'ascens a la lliga ACB amb l'equip del Pirineu, on continua fent d'entrenador amb molt d'èxit durant nou temporades. L'estiu del 2018 fitxa pel Baxi Manresa, l'equip on va debutar com a jugador, i el classifica per als play-off per primera vegada en 21 anys.

## Trajectòria esportiva
Com a jugador
- Planter Sferic Terrassa i Bàsquet Manresa.
- Bàsquet Manresa (1987-1990)
- Tenerife (1990-1991)
- Bàsquet Manresa (1991-1997)
- CB León (1997-1999)
- CB Orense (1999-2001)
- Bàsquet Manresa (2001-2003)

Com a entrenador
- CB Olesa i CB Navàs (2006-2010)
- Bàsquet Club Andorra (2010-2018)
- Bàsquet Manresa (2018-2019)
- San Pablo Burgos (2019-2021)
- Valencia Basket (2021-2022)
- Saski Baskonia (2022-2023)
- FC Barcelona bàsquet (2024-)

## Palmarès
Com a jugador
- 1995-96 Copa del Rei de bàsquet. TDK Manresa. Campió.

Com a entrenador
- Guanyador Leb Plata (2011/2012) Bàsquet Club Andorra.
- Guanyador Copa Príncep (2013/2014) Bàsquet Club Andorra.
- Guanyador Leb Or (2013/2014) Bàsquet Club Andorra.
- Basketball Champions League (2020) Club Baloncesto Miraflores